# Gare de Condé-sur-Huisne
Pour les articles homonymes, voir Gare de Condé (homonymie).
La gare de Condé-sur-Huisne est une gare ferroviaire française de la ligne de Paris-Montparnasse à Brest, située sur le territoire de la commune de Condé-sur-Huisne, dans le département de l'Orne, en région Normandie.
C'est une gare de la Société nationale des chemins de fer français (SNCF) desservie par les trains du réseau TER Centre-Val de Loire.

## Situation ferroviaire
Établie à 121 m d'altitude, la gare de Condé-sur-Huisne est située au point kilométrique (PK) 140,920 de la ligne de Paris-Montparnasse à Brest, entre les gares ouvertes de Bretoncelles et Nogent-le-Rotrou et au PK 66,3 de l'ancienne ligne d'Alençon à Condé-sur-Huisne aujourd'hui réaménagée en voie verte.

## Histoire
Elle est mise en service en mai 1857 avec l'ouverture de la voie entre la gare de Chartres et la gare de Rennes.
Elle était autrefois le lieu d'embranchement de la ligne d'Alençon à Condé-sur-Huisne sur la ligne de Paris-Montparnasse à Brest, qui permettait de relier Alençon à Nogent-le-Rotrou, en passant par Mortagne-au-Perche, sous-préfecture de l'Orne. La gare de Condé-sur-Huisne pouvait également servir de lieu de correspondance pour des liaisons entre Alençon et Chartres. Cette ligne est aujourd'hui désaffectée et déferrée.

## Service des voyageurs

### Accueil
Elle est équipée de deux quais latéraux qui sont encadrés par deux voies. Le changement de quai se fait par un platelage posé entre les voies (passage protégé).

### Dessertes
La gare de Condé-sur-Huisne est desservie par des trains du réseau TER Centre-Val de Loire circulant entre Chartres et Nogent-le-Rotrou. La gare est desservie par 8 allers-retours par jour en semaine. Au-delà de Chartres, 3 allers-retours sont prolongés ou amorcés en gare de Paris-Montparnasse. Au-delà de Nogent-le-Rotrou, un aller-retour, appartenant alors à partir de cette gare au réseau TER Pays de la Loire, est prolongé ou amorcé en gare du Mans.
Le temps de trajet est d'environ 55 minutes depuis Le Mans, 5 minutes depuis Nogent-le-Rotrou, 45 minutes depuis Chartres et 1 heure 55 minutes depuis Paris-Montparnasse.

### Intermodalité
La gare est desservie par la ligne 70 du réseau Cap'Orne.